# 中国诚通
中國誠通控股集團有限公司（英語：China Chengtong Holdings Group Limited），簡稱中國誠通控股集團、中国诚通。
業務為收购、调拨、仓储、配送任务等行業，當中包括中储发展股份有限公司、佛山华新包装股份有限公司、中国诚通发展有限公司、广东冠豪高新技术股份有限公司、岳阳林纸股份有限公司，以及中冶美利纸业股份有限公司6家上市公司企業。
董事長為奚正平。总经理为郭祥玉。總部位於北京市丰台区南四环西路188号总部基地6区17号楼（邮编:100070）。

## 历史
1992年由中华人民共和国物资部直属19家物资流通企业組成，担负着国家重要生产资料指令性计划的收购、调拨、仓储、配送任务，在国民经济中发挥了重要的流通主渠道和“蓄水池”作用。1998年中国诚通与成员企业建立了以产权为纽带的母子公司体制。1999年中国诚通整改、重组，剥离62户企业，当年实现盈利，2000年上划中央企业工委管理。2006年中国诚通全方位实施了公司制改造，更名为“中国诚通控股集团有限公司”。2010年，中国包装总公司整体并入中国诚通控股集团有限公司，成为其全资子企业。

## 連結
- 官方网站